# アレクサンダー・レール

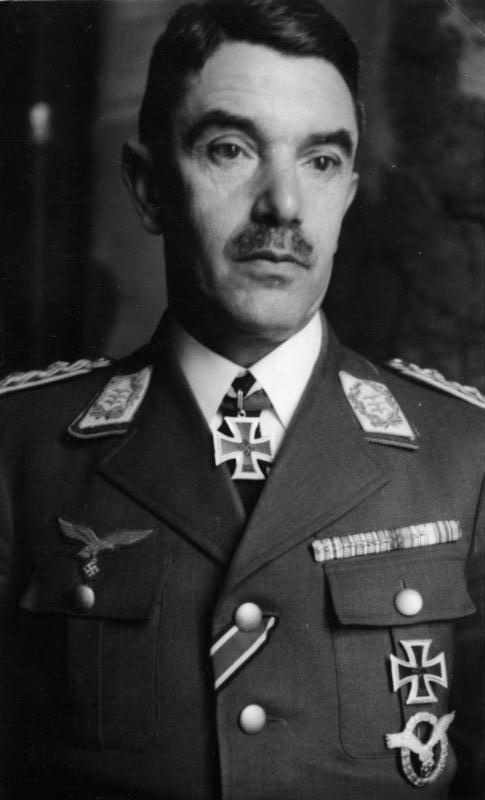
レール大将（1939年）

アレクサンダー・レール（Alexander Löhr、1885年5月20日-1947年2月16日）は、オーストリア及びドイツ第三帝国の陸軍軍人、空軍軍人。最終階級はドイツ国防軍空軍上級大将。

## 経歴
オーストリア＝ハンガリー帝国のトゥルヌ・セヴェリンに生まれる。早くから軍人を志し、歩兵少尉としてヘルツェゴヴィナに勤務。1913年に参謀本部付となり、第一次世界大戦中の1914年から1915年に大隊長を務める。1916年に参謀本部空軍部に転属となった。1918年以降オーストリアの防空体制整備に尽力。中佐時代には民間防空を組織。これらの功績により少将まで昇進し、防空大臣に任命された。オーストリアのドイツへの併合後、ドイツ国防軍に編入され、「オストマルク」と改称されたオーストリア地域の空軍司令官に任命された。1939年3月に航空兵大将に昇進し、新設の第4航空艦隊司令官に任命された。
第二次世界大戦が勃発すると、同艦隊を率いてポーランド侵攻やバルカン戦線 (第二次世界大戦)に従軍。1941年4月6日と7日にはベオグラードを空襲し、1500人が死亡した。1941年5月に上級大将に昇進し、1942年6月に東部戦線の南部戦線に転属となった。同8月に南東戦域国防軍司令官およびバルカン半島に駐留する第12軍司令官に任命された。1943年1月からはE軍集団司令官となる。南東戦域司令官の地位は1943年からマクシミリアン・フォン・ヴァイクス元帥に移った。
ドイツが降伏した1945年5月8日、レーアとその指揮下の部隊15万人はなおユーゴスラビア領内にあった。ドイツ軍の最後尾はオーストリアのケルンテン州との国境まで3日の距離にあり、レールはイギリス軍と交渉して全軍をオーストリア領内でイギリス軍に降伏するよう要望したが、イギリス側は拒絶した。そのため部隊はユーゴスラビアに降伏し、レール自身はイギリス軍からユーゴスラビアに引き渡され、5月15日にマリボルでユーゴスラビアに降伏した。ユーゴスラビア軍事法廷において1947年2月に公開裁判で将軍6名、大佐1名と共に裁かれ、ベオグラード空襲の罪により銃殺刑の判決を受けた。他の被告には絞首刑が言い渡された。レールは恩赦を拒み、判決直後に刑が執行された。
レールはロシア語のほかギリシア語を始めとするバルカン半島諸言語に通じており、オーストリア軍人の伝統をひく騎士道的な軍人として知られていた。しかしユーゴスラビアに対する攻撃は宣戦布告無しで行われ、ベオグラードは無防備都市宣言をしていたにもかかわらず空襲された。